# Спомен-биста Милана Јовановић Батута у Београду
Спомен-биста Спомен-биста Милана Јовановић Батута је споменик у Београду. Налази се у општини Савски венац.

## Опште карактеристике
Спомен биста је постављена испред зграде Медицинског факултета у Београду. Одмах до бисте Батута, налази се слична посвећена доктору Војиславу Суботићу.
Ова спомен биста посвећена је доктору Милану Јовановић Батуту (Сремска Митровица, 10. октобар 1847 — Београд, 11. септембар 1940) српском лекару, универзитетском професору и утемељивачу Медицинског факултета. По њему је назван Институт за јавно здравље Србије — “Др Милан Јовановић Батут”.